# Цврцка
Цврцка је рјечица у Републици Српској, највећа лијева притока Врбање.
Извире на сјевероисточним падинама Чемернице, на вододијелници са Јакотином (такође, лијевом притоком исте ријеке) и потоцима који се улијевају у Угар. Дуга је око 12 km. Ушће јој је код Врбањаца и Вечића. Настаје од двије челенке: Међурача (извор на око 1100 м н/в) и Вукача (извор на око 850 м н/в)
Након утока једине притоке – Буковице, улази у дубок, стрм и са западне стране неприступачан кањон, чија дубина мјестимично износи и до 400 м у односу на околни плато. У кањонском току је низ каскадних вирова ("котлаца"), а при његовом крају (испод села Храстик) су атрактивна Вилен(ј)ска врела. То је снажан извор на десној литици са које вода пада у распршеним млазевима. Шездесетих година прошлог вијека, на Цврцкој је било око 30 воденица.
Из кањона ријека излази у љевкасто поље тек нешто прије Вечића. Та зараван се проширује у Вечићко поље, које се налази у углу што за затварају Цврцка и Врбања, а протеже се око 3 km узводно уз Врбању. Широко је око 2 km.